# Алексеев, Владимир Петрович
Владимир Петрович Алексеев (15 июля 1901 года — 4 ноября 1958 года) — советский военачальник, генерал-лейтенант авиации (1945), участник Гражданской, советско-польской и Великой Отечественной войн.

## Биография
Родился 15 июля 1901 года в деревне Коростыни (ныне — Лужский район Ленинградской области).
Был рабочим. В июне 1919 года добровольцем поступил на службу в Рабоче-Крестьянскую Красную Армию. Участвовал в Гражданской войне в России, будучи красноармейцем полевой хлебопекарни 29-й стрелковой бригады 10-й стрелковой дивизии. Член Коммунистической партии с 1920 г. В августе 1920 года направлен в партийную школу той же дивизии. Будучи курсантом, участвовал в боях против польских войск, ликвидации формирований Булак-Балаховича. После окончания партийной школы в феврале 1921 г. служил в той же бригаде в должности политрука отдельной санитарной роты. С июля 1921 г. заместитель военного комиссара 165-го отдельного батальона войск ЧК. С сентября 1921 г. политрук 409-го стрелкового полка 56-й стрелковой дивизии.
После окончания Гражданской войны продолжал службу в Красной Армии на различных военно-политических должностях. С января 1922 г. политрук 168-го стрелкового полка 56-й стрелковой дивизии. С апреля 1923 г. по май 1924 г. курсант Ленинградской военно-политической школы имени Ф. Энгельса, после чего был направлен на должность политрука 22-го кавалерийского полка 4-й кавалерийской дивизии, а в сентябре 1925 г. переведен на аналогичную должность в 23-м кавалерийском полке. С октября 1926 г. военком 22-го кавалерийского эскадрона 4-й кавалерийской дивизии. С апреля 1931 г. старший инструктор политотдела 4-й кавалерийской дивизии. С ноября 1931 г. военком 4-го отдельного авиационного отряда Ленинградского военного округа. С марта 1933 г. августа 1936 г. обучался в Военно-политической академии им. В.И. Ленина, после чего военком 44-й авиаэскадрильи 42-й авиабригады Тихоокеанского флота. С августа 1937 г. начальник политотдела 42-й авиабригады ТОФ. С февраля 1938 г. военком 28-й авиабригады. С мая 1938 г. военком Военно-воздушных сил Тихоокеанского флота. В марте 1939 года назначен военным комиссаром Военно-воздушных сил Военно-морского флота СССР.
В годы Великой Отечественной войны продолжал службу на должности военного комиссара, а в связи с введением в октябре 1942 г. в Вооружённых силах СССР единоначалия и отменой института военных комиссаров 13 декабря 1942 г. переаттестован в генерал-майора авиации, находясь с октября 1942 года в должности заместителя по политической части командующего военно-морской авиацией СССР. Проводил большую работу по организации военно-политическое работы в соединениях. Многократно выезжал в действующие части, лично налаживая на местах работу политорганов, устраняя вскрытые недостатки. Внёс значительный вклад в подготовку к боевым действиям частей и соединений военно-морской авиации.
В послевоенное время занимал ответственные военно-политические посты в системе Военно-морского флота СССР, был членом Военного Совета Северного флота, затем 4-го Военно-морского флота, Амурской военной флотилии. В 1954 году возвращён в Москву, где занял должность заместителя по политической части начальника Гидрографического управления. В 1955 году был уволен в запас.
Умер 4 ноября 1958 года, похоронен на Новодевичьем кладбище Москвы.

## Воинские звания
- Бригадный комиссар — 02.07.1939
- Дивизионный комиссар — 17.03.1941
- Генерал-майор авиации — 13.12.1942
- Генерал-лейтенант авиации — 24.05.1945

## Награды
- Орден Ленина (21 февраля 1945 года);
- 3 ордена Красного Знамени (22 февраля 1943 года, 3 ноября 1944 года, 15 ноября 1950 года);
- Орден Нахимова 1-й степени (28 июня 1945 года);
- 2 ордена Красной Звезды (1938, 21 апреля 1940 года);
- Медали «За оборону Москвы», «За оборону Ленинграда» и другие.
- Именное оружие (1954).

## Семья
Жена Алексеева Валентина Александровна, урожд. Говве (1912–1986);
Сын Алексеев Юрий Владимирович (1933–1995), экономист, начальник управления Государственного комитета по иностранному туризму, генерального представительства Интуриста в Чехословакии.